# Watford DC Line
Watford DC Line és una línia de ferrocarril de rodalia que circula des de London Euston fins a Watford Junction. Els serveis són operats per London Overground. La línia circula al costat de West Coast Main Line en la majoria del seu recorregut. La línia comparteix vies amb la línia Bakerloo Line del metro de Londres des de Queen's Park fins Harrow & Wealdstone.

## Serveis de passatgers
Els serveis de passatgers a DC Line són:
- Watford Junction a London Euston.
- Harrow & Wealdstone, o Stonebridge Park, a Bakerloo Line via Queen's Park.

En el passat hi havia:
- Watford Junction (o Bushey & Oxhey o Harrow & Wealdstone) a Broad Street via Hampstead Heath or Primrose Hill.
- Croxley Green a Euston o Broad Street.
- Croxley Green a Watford Junction.
- Watford Junction (o Bushey & Oxhey) a Bakerloo Line via Queen's Park.

## Creixement
Estava prevista la construcció d'una corba per enllaçar amb Rickmansworth (Church Street) cap a la línia principal de London Euston. Llavors una nova línia circularia al sud de Wembley, per passar després sota la línia principal i passar pel costat est d'Euston, acabant en un bucle.
El bucle es va abandonar per raons econòmiques i en el seu lloc els serveis acabaven a Euston o circulaven per la North London Line cap a Broad Street. La pressió dels grups locals van portar a la construcció d'una corba a prop de Bushey, desviant la ruta principal cap al tram existent de Watford Junction en lloc de Rickmansworth. El 1917 LER, propietària de Bakerloo Line, va ampliar els serveis de Bakerloo via Queen's Park cap a Watford Junction.

## Decreixement
Els serveis de Bakerloo Line es van reduir per etapes i van deixar de passar per Stonebridge Park el 1982; el 1984 es van restaurar fins Harrow i Wealdstone.
El tram de Croxley Green va caure en desús a la dècada de 1990 i actualment està abandonat. Està previst desviar la Metropolitan Line pel tram cap a Watford Junction.

## Present
El novembre de 2007 Transport for London (TfL) va prendre el control de la gestió de totes les estacions intermèdies de Watford DC Line, excepte Willesden Junction, com a part del servei de London Overground (LO).

## Futur

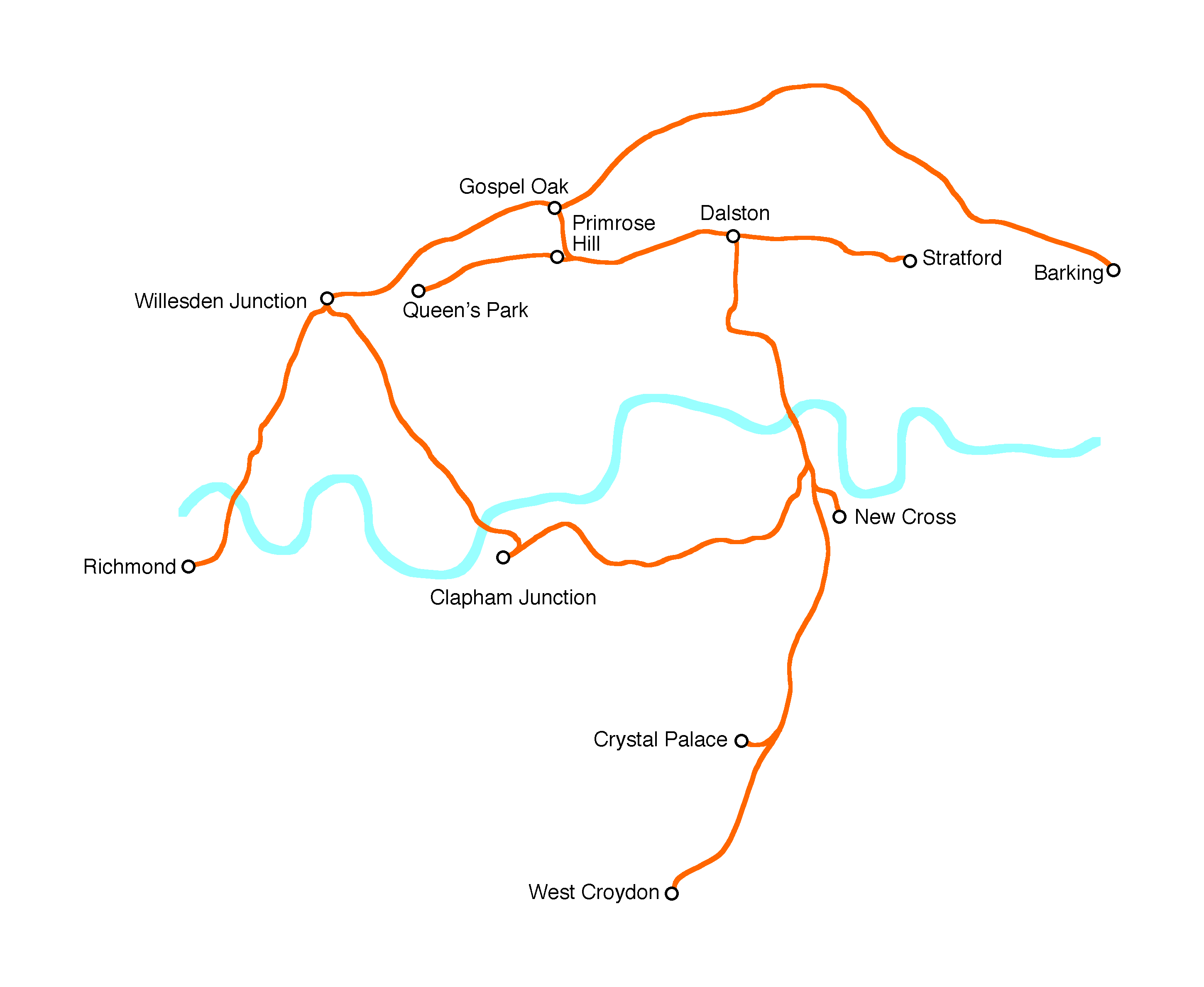
El futur de London Overground sense Watford Line

Està previst que Bakerloo Line s'ampliï fins a Watford Junction el 2030, permetent que Watford DC Line serveixi només estacions com Queens Park, Wembley Central, Harrow & Wealdstone i Watford Junction.
La tardor del 2006, TfL va editar un document anomenat "Estratègia de ferrocarril pel futur de Londres" on es preveia la transferència del nord de Watford DC Line a Bakerloo Line.
El servei de London Overground operaria des de Queen's Park a Primrose Hill Junction.

## Galeria d'imatges

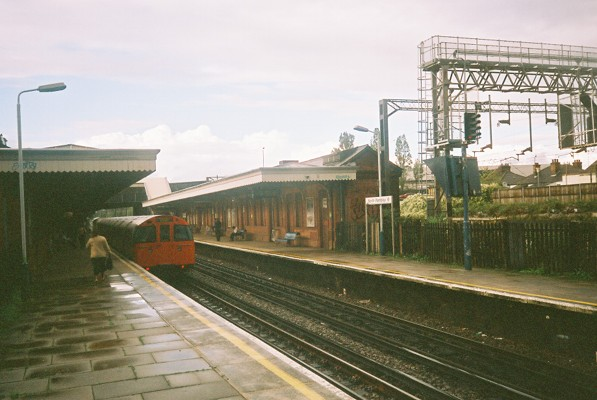
North Wembley
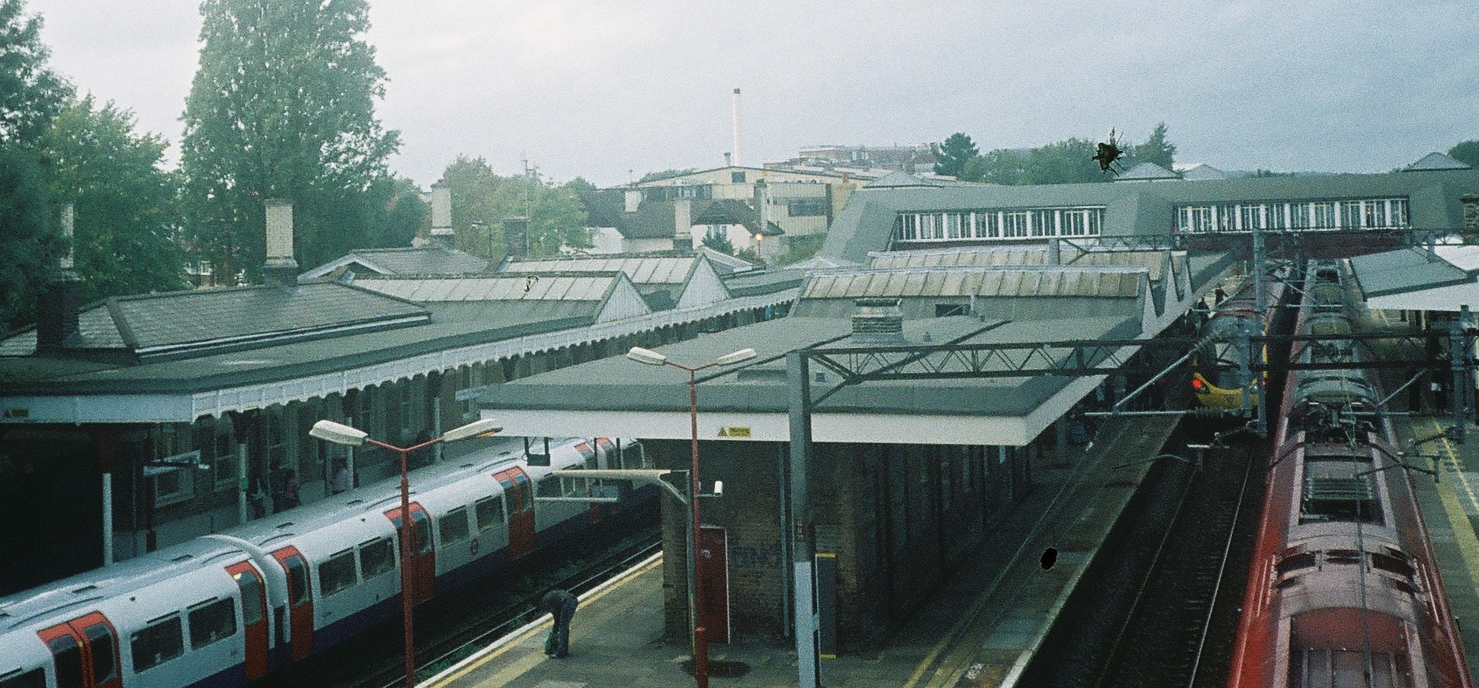
Harrow & Wealdstone
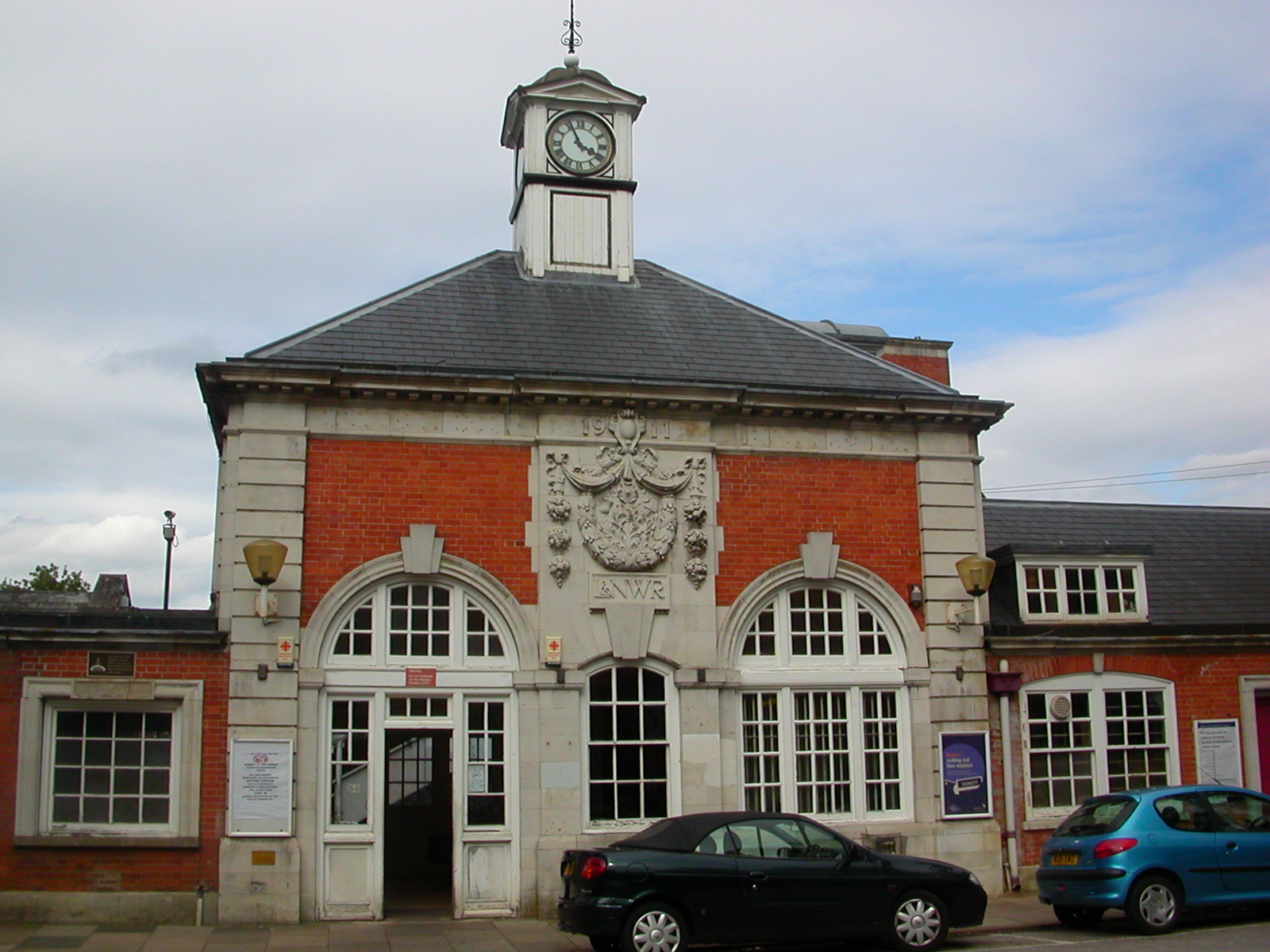
Hatch End
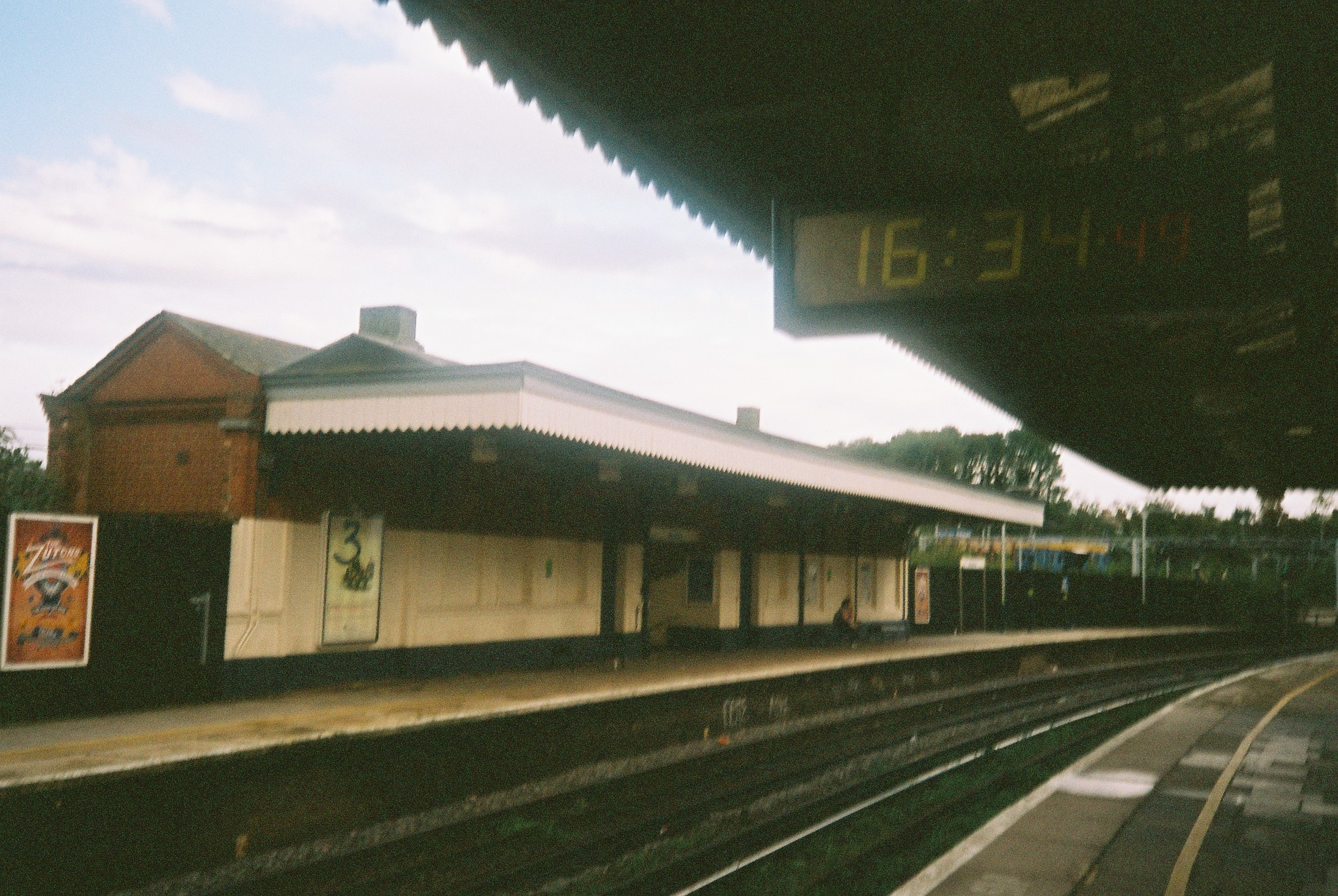
Bushey